# Ernest William Hornung

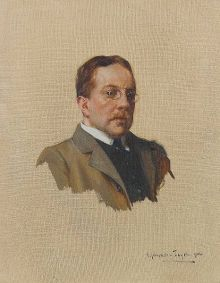
Ernest William Hornung

Ernest William Hornung (* 7. Juni 1866 in Marton, Middlesbrough; † 22. März 1921 in Saint-Jean-de-Luz, Frankreich) war ein englischer Schriftsteller.

## Leben
Nach einem zweijährigen Australienaufenthalt arbeitete Hornung Anfang der 1890er Jahre in London als Journalist, wo er die Schwester von Arthur Conan Doyle kennenlernte und 1893 heiratete. Inspiriert vom Erfolg seines Schwagers begann er selbst mit dem Schreiben von Krimi-Geschichten.

## Werke
Hornung schuf ein Gegenstück zu Doyles Meisterdetektiv Sherlock Holmes: den angesehenen Cricketspieler A. J. Raffles, der heimlich als Einbrecher und Dieb unterwegs ist. In Robin-Hood-Manier bestiehlt er dabei gekonnt die Reichen der Gesellschaft, in der er verkehrt, und es gelingt ihm immer wieder, der Polizei ein Schnippchen zu schlagen und dabei seine Identität geheim zu halten. Erzählt werden die Abenteuer aus Sicht seines treuen Freundes und Komplizen Bunny Manders.
Wie auch Doyles Geschichten erschienen die Erzählungen von E. W. Hornung im Strand Magazine, und nach und nach wurden alle 26 Geschichten in drei Bänden in Buchform veröffentlicht. Die Serie endet mit dem – anders als bei Holmes – endgültigen Tod von Raffles im Burenkrieg, auch wenn das Publikum wenige Jahre später mehr von ihm im Roman Raffles als Richter lesen konnte, der aber zu einem früheren Zeitpunkt spielte.
Der Meisterdieb Raffles hat in England eine besondere Bedeutung vergleichbar mit der von Arsène Lupin in Frankreich. Er wurde vielfach erfolgreich für Bühne, Film und Fernsehen umgesetzt und diente als Inspiration für viele andere Gentleman-Einbrecher in Literatur und Film.
Völlig im Schatten von Raffles steht dagegen Hornungs weiteres literarisches Schaffen, das sich teilweise auf seine Erfahrungen in Australien und seine Erlebnisse in Frankreich im Ersten Weltkrieg bezieht. Weitere Werke wurden auch selten ins Deutsche übersetzt.

### Bücher
- Ein Einbrecher aus Passion, 1903 (The Amateur Cracksman, 1899) 1930 mit Ronald Colman verfilmt.
- Die schwarze Maske, 1903 (The Black Mask, 1901)
- Ein Dieb in der Nacht, 1908 (A Thief in the Night, 1905)
- Raffles als Richter, 1912 (Mr Justice Raffles, 1909)
- Aus dem Busch, 1903 (A Bride from the Bush, 1890)
- Der Schatten des Stricks, 1906 (The Shadow of the Rope, 1902)
- Kein Held, 1906 (No Hero, 1903)
- Eine Frau unter Tausend, 1922 (The Thousandth Woman, 1913)

## Kurzgeschichten
- The Luckiest Man in the Colony, in: Ernest William Hornung: Under Two Skies: A Collection of Stories, 1892 (dt. Der glücklichste Mensch, 2021; in Bunyip: Zwielicht ... und andere australische Storys, Balladine Publishing, Köln 2021, ISBN 978-3-945035-48-1)